# Samu Aghehowa
Pour les articles homonymes, voir Omorodion.
Samuel Omorodion Aghehowa, communément appelé Samu Aghehowa ou simplement Samu, né le 5 mai 2004 à Melilla en Espagne, est un footballeur espagnol qui évolue au poste d'avant-centre au FC Porto.

## Biographie

### En club

#### Jeunesse et formation en Andalousie
Né le 5 mai 2004 à Melilla, exclave sur la côte du Maroc, Samu Aghehowa obtient la nationalité espagnole dès la déclaration de sa naissance à l’état civil. À huit ans, il s’installe avec sa mère et sa sœur dans le quartier de La Macarena, à Séville. En 2015, il débute le football au sein des équipes de jeunes de l’AD Nervión, avant d’intégrer le centre de formation du Grenade CF.

#### Débuts professionnels en Espagne
Il joue son premier match en professionnel le 14 août 2023, à l'occasion d'une rencontre de Liga face à l'Atlético de Madrid. Titularisé, il se distingue en inscrivant également son premier but, mais il ne peut empêcher la défaite de son équipe (3-1 score final).
Le 21 août 2023, Samu Aghehowa rejoint l'Atlético de Madrid. Il signe un contrat courant jusqu'en juin 2028,.
Le 26 août 2023, Aghehowa rejoint le Deportivo Alavés sous la forme d'un prêt d'une saison alors qu'il était également courtisé par d'autres clubs.

#### Départ au FC Porto
Le 23 août 2024, Porto annonce sur ses réseaux sociaux la signature de l'attaquant de l'Atlético Madrid jusqu'en 2029, en échange de 15 millions d'euros pour 50 % des droits économiques du joueur, avec une clause de départ fixée à 100 millions d'euros. L'accord prévoit également la possibilité pour les Dragons d'activer une première clause (valable jusqu'à juillet 2025) afin d'acquérir 15 % des droits économiques supplémentaires du joueur pour un montant de 5 millions d'euros ainsi qu'une deuxième clause identique (valable, celle-ci, jusqu'à juillet 2026).
Samu fait ses débuts sous ses nouvelles couleurs, le 31 août, à l'occasion du déplacement des Dragons à Lisbonne pour affronter le Sporting CP pour le compte de la quatrième journée du championnat du Portugal. Il entre en jeu à la place de Danny Namaso à la 73e minute mais ne peut éviter la défaite des siens (2-0). Après la trêve internationale passée a représenter l'équipe d'Espagne espoirs, il retrouve le banc des remplaçants lors de la cinquième journée du championnat face au SC Farense. De nouveau, il entre en jeu à la place de Danny Namaso à la 64e minute et, alors que le FC Porto était tenu en échec (1-1), marque le but victorieux et délivre le Estádio do Dragão à un quart d'heure de la fin de la rencontre (2-1). Une semaine plus tard, à l'occasion du périlleux déplacement à Guimarães, il est cette fois titularisé par Vítor Bruno et est auteur d'un doublé (0-3).
Ainsi, au Porto, il s'est vite affirmé comme l'un des plus prometteurs espoirs d'Europe, inscrivant 11 buts en 12 rencontres. Le joueur est estimé à 35 millions d'euros selon Transfermarkt.
À l'issue de sa première saison au Portugal, Samu Aghehowa se classe troisième au classement des buteurs avec 19 réalisations, dont quatre sur pénalty. Il égalise le total de Vangelis Pavlidis du Benfica Lisbonne, crédité également de 19 buts (dont trois sur pénalty), tous deux étant devancés par Viktor Gyökeres du Sporting CP, auteur de 25 buts.

### En sélection
Né en Espagne, Samu Aghehowa est éligible pour représenter le Nigeria en raison des origines de ses parents.

#### Sélections jeunes
En septembre 2023, Aghehowa est convoqué pour la première fois avec l'équipe d'Espagne espoirs. Il joue son premier match avec les espoirs lors de ce rassemblement, le 11 septembre 2023 contre l'Écosse. Son équipe l'emporte par un but à zéro. Il inscrit son premier but avec les espoirs le 17 octobre 2023, face au Kazakhstan. Entré en jeu à la place de Carlos Martín, il participe à la victoire de son équipe par quatre buts à zéro. Il est également champion aux Jeux olympiques 2024 de Paris avec l'Espagne ,.

#### Équipe d'Espagne A
En novembre 2024, il est pour la première fois convoqué en équipe d'Espagne A par Luis de la Fuente, pour affronter le Danemark et la Suisse dans le cadre de la Ligue des nations. Le 18 novembre 2024, il fait ses débuts contre la Suisse le 18 novembre à Tenerife, remplaçant Álvaro Morata à la mi-temps. L'Espagne remporte le match (victoire 3-2) face aux Suisses.

##### Liste des matchs internationaux
| Matchs internationaux de Samu Aghehowa | Matchs internationaux de Samu Aghehowa | Matchs internationaux de Samu Aghehowa             | Matchs internationaux de Samu Aghehowa | Matchs internationaux de Samu Aghehowa | Matchs internationaux de Samu Aghehowa | Matchs internationaux de Samu Aghehowa                           |
|                                        | Date                                   | Lieu                                               | Adversaire                             | Résultat                               | Compétition                            | Notes                                                            |
| -------------------------------------- | -------------------------------------- | -------------------------------------------------- | -------------------------------------- | -------------------------------------- | -------------------------------------- | ---------------------------------------------------------------- |
| 1.                                     | 18 novembre 2024                       | Stade Heliodoro Rodríguez López, Tenerife, Espagne | Suisse                                 | 3 - 2                                  | Ligue des nations 2024-2025            | Entre en jeu à la place de Álvaro Morata à la 46e minute de jeu. |

## Statistiques
| Saison                | Club                    | Championnat           | Championnat | Championnat | Championnat | Coupe nationale | Coupe nationale | Coupe nationale | Coupe de la Ligue | Coupe de la Ligue | Coupe de la Ligue | Supercoupe | Supercoupe | Supercoupe | Compétition(s) continentale(s) | Compétition(s) continentale(s) | Compétition(s) continentale(s) | Compétition(s) continentale(s) | Coupe du monde des clubs | Coupe du monde des clubs | Coupe du monde des clubs | Espagne | Espagne | Espagne | Total | Total | Total |
| Saison                | Club                    | Division              | M.          | B.          | P.d.        | M.              | B.              | P.d.            | M.                | B.                | P.d.              | M.         | B.         | P.d.       | Comp.                          | M.                             | B.                             | P.d.                           | M.                       | B.                       | P.d.                     | M.      | B.      | P.d.    | M.    | B.    | P.d.  |
| 2021-2022             | Recreativo Grenade      | Segunda RFEF          | 3           | 0           | 0           | -               | -               | -               | -                 | -                 | -                 | -          | -          | -          | -                              | -                              | -                              | -                              | -                        | -                        | -                        | -       | -       | -       | 3     | 0     | 0     |
| 2022-2023             | Recreativo Grenade      | Segunda RFEF          | 33          | 18          | 0           | -               | -               | -               | -                 | -                 | -                 | -          | -          | -          | -                              | -                              | -                              | -                              | -                        | -                        | -                        | -       | -       | -       | 33    | 18    | 0     |
| Sous-total            | Sous-total              | Sous-total            | 36          | 18          | 0           | 0               | 0               | 0               | 0                 | 0                 | 0                 | 0          | 0          | 0          | -                              | 0                              | 0                              | 0                              | -                        | -                        | -                        | -       | -       | -       | 36    | 18    | 0     |
| 2023-2024             | Grenade CF              | LaLiga                | 1           | 1           | 0           | -               | -               | -               | -                 | -                 | -                 | -          | -          | -          | -                              | -                              | -                              | -                              | -                        | -                        | -                        | -       | -       | -       | 1     | 1     | 0     |
| Sous-total            | Sous-total              | Sous-total            | 1           | 1           | 0           | 0               | 0               | 0               | 0                 | 0                 | 0                 | 0          | 0          | 0          | -                              | 0                              | 0                              | 0                              | -                        | -                        | -                        | -       | -       | -       | 1     | 1     | 0     |
| 2023-2024             | Atlético de Madrid      | LaLiga                | -           | -           | -           | -               | -               | -               | -                 | -                 | -                 | -          | -          | -          | -                              | -                              | -                              | -                              | -                        | -                        | -                        | -       | -       | -       | 0     | 0     | 0     |
| 2023-2024             | Deportivo Alavés (prêt) | LaLiga                | 34          | 8           | 1           | 1               | 0               | 0               | -                 | -                 | -                 | -          | -          | -          | -                              | -                              | -                              | -                              | -                        | -                        | -                        | -       | -       | -       | 35    | 8     | 1     |
| Sous-total            | Sous-total              | Sous-total            | 34          | 8           | 1           | 1               | 0               | 0               | 0                 | 0                 | 0                 | 0          | 0          | 0          | -                              | 0                              | 0                              | 0                              | -                        | -                        | -                        | -       | -       | -       | 35    | 8     | 1     |
| 2024-2025             | FC Porto                | Primeira Liga         | 30          | 19          | 3           | 1               | 0               | 0               | 2                 | 0                 | 0                 | -          | -          | -          | C3                             | 9                              | 6                              | 0                              | 3                        | 2                        | 0                        | 2       | 0       | 0       | 47    | 27    | 3     |
| 2025-2026             | FC Porto                | Primeira Liga         | 2           | 2           | 0           | -               | -               | -               | -                 | -                 | -                 | -          | -          | -          | -                              | -                              | -                              | -                              | -                        | -                        | -                        | -       | -       | -       | 2     | 2     | 0     |
| Sous-total            | Sous-total              | Sous-total            | 32          | 21          | 3           | 1               | 0               | 0               | 2                 | 0                 | 0                 | 0          | 0          | 0          | -                              | 9                              | 6                              | 0                              | 3                        | 2                        | 0                        | 2       | 0       | 0       | 49    | 29    | 3     |
| Total sur la carrière | Total sur la carrière   | Total sur la carrière | 103         | 48          | 4           | 2               | 0               | 0               | 2                 | 0                 | 0                 | 0          | 0          | 0          | -                              | 9                              | 6                              | 0                              | 3                        | 2                        | 0                        | 2       | 0       | 0       | 121   | 56    | 4     |

## Palmarès

### En sélection nationale
Avec l'équipe olympique d'Espagne, il remporte la médaille d'or aux Jeux olympiques de 2024, organisés en France. 
| Espagne olympique                       |
| --------------------------------------- |
| Jeux olympiques - Médaille d'or : 2024. |

### Distinction individuelle
- Meilleur joueur du mois de Liga Portugal Betclic en décembre 2024[23]’[24]

## Vie privée
Auparavant connu sous le nom de Samu Omorodion, il annonce en novembre 2024 vouloir être désigné par son autre nom de famille Aghehowa, afin de rendre hommage à sa mère Edith’.